# Black Summer
Black Summer é uma série de televisão via streaming norte-americana criada por Karl Schaefer e John Hyams. A primeira temporada, contendo oito episódios, foi lançada na Netflix em 11 de abril de 2019. A série é produzida pela The Asylum, a mesma produtora de Z Nation, e é escrito e dirigido principalmente por Hyams, com Abram Cox escrevendo e dirigindo episódios adicionais. Jaime King protagoniza o papel principal como Rose, uma mãe que é separada de sua filha durante os primeiros e mais mortais dias de um apocalipse zumbi. A série recebeu aprovação moderada dos críticos. Muitos dos locais de filmagem estão em Calgary, Alberta no Canadá. Em novembro de 2019, a Netflix renovou a série para uma segunda temporada de oito episódios. A segunda temporada foi lançada em 17 de junho de 2021.

## Sinopse
Seis semanas após o início de um apocalipse zumbi, Rose (Jaime King) é separada de sua filha, Anna, e resolve embarca em uma jornada angustiante até encontrar sua filha. Viajando na companhia de um pequeno grupo de refugiados na América do Norte, ela deve enfrentar um novo mundo hostil e tomar decisões brutais durante o verão mais mortal do apocalipse zumbi.

## Elenco e personagens
| Ator/Atriz              | Personagem         | Temporadas       | Temporadas       |
| Ator/Atriz              | Personagem         | 1                | 2                |
| Elenco Principal        | Elenco Principal   | Elenco Principal | Elenco Principal |
| ----------------------- | ------------------ | ---------------- | ---------------- |
| Jaime King              | Rose               | Principal        | Principal        |
| Justin Chu Cary         | Julius James       | Principal        | Principal        |
| Christine Lee           | Ooh "Sun" Kyungsun | Principal        | Principal        |
| Sal Velez Jr.           | William Velez      | Principal        |                  |
| Kelsey Flower           | Lance              | Principal        | Participação     |
| Erika Hau               | Carmen             | Principal        |                  |
| Zoe Marlett             | Anna               | Recorrente       | Principal        |
| Personagens Recorrentes |                    |                  |                  |
| Gwynyth Walsh           | Barbara Watson     | Recorrente       |                  |
| Mustafa Alabssi         | Ryan               | Recorrente       |                  |
| Nyren B. Evelyn         | Earl               | Recorrente       |                  |
| Edsson Morales          | Manny              | Recorrente       |                  |
| Stafford Perry          | Phil               | Recorrente       |                  |
| Nathaniel Arcand        | Governale          | Recorrente       |                  |
| Tom Carey               | Bronk              | Recorrente       |                  |
| Ty Olsson               | Patrick            | Recorrente       |                  |
| Lonni Olson             | Ben                | Recorrente       |                  |

### Principais
- Jaime King como Rose, uma mãe que é separada da filha durante os primeiros dias de um apocalipse zumbi.
- Justin Chu Cary como Julius James, um criminoso que assumiu a identidade de "Spears", o nome do soldado que ele matou.
- Christine Lee como Ooh "Sun" Kyungsun, uma norte-coreana que está em busca de sua mãe desaparecida.[4]
- Sal Velez Jr. como William Velez (1ª temporada), um eletricista que tem uma irmã e filhos no Texas.
- Kelsey Flower como Lance (1ª temporada), um jovem sobrevivente sem família.
- Erika Hau como Carmen (1ª temporada),[5][6] a namorada de Manny.
- Zoe Marlett como Anna (2ª temporada; recorrente na 1ª temporada), filha de Rose e Patrick.

### Recorrentes
- Gwynyth Walsh como Barbara Watson,[7] uma mulher que sobreviveu sem o marido e não tem certeza de que ele está vivo.
- Mustafa Alabssi como Ryan,[8] um sobrevivente surdo.
- Nyren B. Evelyn como Earl, um sobrevivente misterioso que salva Rose e Spears.
- Edsson Morales como Manny, o namorado de Carmen.
- Aidan Fink como o líder do grupo da escola.[9]
- Kash Hill como o menino na escola.[9]
- Stafford Perry como Phil, um darwinista social que viaja com Carmen e Manny.
- Nathaniel Arcand como Governale, um soldado.
- Tom Carey como Bronk, um soldado.
- Christian Fraser como Marvin, um homem que viaja com Carmen, Manny e Phil.

### Convidados
- Ty Olsson como Patrick (episódio "Human Flow" da 1ª temporada), marido de Rose e pai de Anna.
- Lonni Olson como Ben (episódio "Human Flow" da 1ª temporada), um estranho que conhece Barbara na estrada.
- David Haysom como Spears (episódio "Human Flow" da 1ª temporada), um soldado.

## Episódios
| Temporada | Temporada | Episódios | Episódios | Originalmente exibido |
| --------- | --------- | --------- | --------- | --------------------- |
|           | 1         | 8         | 8         | 11 de abril de 2019   |
|           | 2         | 8         | 8         | 17 de junho de 2021   |

### 1ª temporada (2019)
| N.º na série | N.º na temp. | Título                                   | Dirigido por | Escrito por                | Exibição original   |
| ------------ | ------------ | ---------------------------------------- | ------------ | -------------------------- | ------------------- |
| 1            | 1            | "Human Flow" "(Fluxo Humano)" (BR)       | John Hyams   | Karl Schaefer & John Hyams | 11 de abril de 2019 |
| 2            | 2            | "Drive" "(Impulso)" (BR)                 | John Hyams   | John Hyams                 | 11 de abril de 2019 |
| 3            | 3            | "Summer School" "(Escola de Verão)" (BR) | Abram Cox    | Abram Cox                  | 11 de abril de 2019 |
| 4            | 4            | "Alone" "(Sozinho)" (BR)                 | Abram Cox    | Abram Cox                  | 11 de abril de 2019 |
| 5            | 5            | "Diner" "(Lanchonete)" (BR)              | John Hyams   | John Hyams                 | 11 de abril de 2019 |
| 6            | 6            | "Heist" "(Assalto)" (BR)                 | Abram Cox    | Abram Cox                  | 11 de abril de 2019 |
| 7            | 7            | "The Tunnel" "(O Túnel)" (BR)            | John Hyams   | Daniel Schaefer            | 11 de abril de 2019 |
| 8            | 8            | "The Stadium" "(O Estádio)" (BR)         | John Hyams   | John Hyams                 | 11 de abril de 2019 |

### 2ª temporada
| N.º na série | N.º na temp. | Título        | Dirigido por | Escrito por                     | Exibição original   |
| ------------ | ------------ | ------------- | ------------ | ------------------------------- | ------------------- |
| 9            | 1            | "The Cold"    | ASA          | John Hyams                      | 17 de junho de 2021 |
| 10           | 2            | "Prelude"     | ASA          | Karl Schaefer & Daniel Schaefer | 17 de junho de 2021 |
| 11           | 3            | "Card Game"   | ASA          | Sarah Sellman                   | 17 de junho de 2021 |
| 12           | 4            | "Cold War"    | ASA          | Abram Cox                       | 17 de junho de 2021 |
| 13           | 5            | "White Horse" | ASA          | Henry G.M. Jones                | 17 de junho de 2021 |
| 14           | 6            | "Currency"    | ASA          | Jen Derwingson-Peacock          | 17 de junho de 2021 |
| 15           | 7            | "The Lodge"   | ASA          | Abram Cox                       | 17 de junho de 2021 |
| 16           | 8            | "The Plane"   | ASA          | Karl Schaefer                   | 17 de junho de 2021 |

## Produção

### Desenvolvimento
No dia 19 de julho de 2018 a Netflix anunciou o lançamento de oito episódios para uma nova série prequel "derivada" de Z Nation, do canal Syfy, intitulada Black Summer. A série foi criada pelo co-criador e produtor executivo de Z Nation, Karl Schaefer, ao lado do produtor co-executivo da série, John Hyams. Schaefer e Hyams também serviram como showrunners para a série prelúdio. Em 20 de novembro de 2019, a série foi renovada para uma segunda temporada, que também consistirá em oito episódios.

### Escrita
Durante a San Diego Comic-Con em 2018, Schaefer declarou que "Black Summer é situado antes do apocalipse ficar estranho e era apenas assustador." Ele disse que a série de terror não pretende ser a versão cômica de The Walking Dead que Z Nation era, mas seria uma versão tradicional da "velha guarda" de mortos-vivos. A declaração foi afirmada pelo produtor Jodi Binstock, que disse que a série "não é irônica e sim muito, muito séria: é como se o apocalipse zumbi realmente tivesse acontecido em 2018 e explora o que isso seria para todos nós."
Uma vez que a série não apresenta nenhum personagens de Z Nation, Binstock preferiu distanciar a série do rótulo "derivado", explicando que "Black Summer é referido em Z Nation como o verão em que tudo deu errado, de modo que é onde Black Summer começa." Elaborando com mais detalhes, Schaefer descreveu os eventos do Black Summer como "o ponto mais baixo do apocalipse" e o estabeleceu como ocorrendo "cerca de quatro meses depois do apocalipse, [...] quando 95% da população morre durante o verão." Nesse contexto, Hyams afirmou que a "essência" da história é sobre uma mãe sendo separada da filha. "A história é: o que uma mãe faria para encontrar seu filho? E o que aprendemos é que ela faria qualquer coisa." Hyams, que escreveu a maioria dos episódios da série, também disse que a série exploraria a ideia de uma crise de americanos refugiados. Schaefer, Abram Cox e Daniel Schaefer também escreveram episódios para a série.
Schaefer também afirmou que a série não seguiria o formato episódico padrão, mas que seria "pedaços" de oito horas de trabalho. Isso foi confirmado por Binstock, que acrescentou que Black Summer empregaria "uma abordagem completamente diferente de Z Nation, na medida em que é muito mais como capítulos de um livro. Você não faz necessariamente os cliffhangers em um intervalo comercial – eles vão te segurando para que você queira maratonar."

### Escolha do elenco
Em conjunto com o anuncio da série em julho de 2018, a atriz Jaime King foi confirmada para protagonizar o papel principal. Em 29 de julho, King anunciou pela sua conta no Instagram que Justin Chu Cary iria interpretar um personagem chamado Spears. Em 7 de agosto, Kelsey Flower revelou que havia se juntado ao elenco no papel de Lance e descreveu seu personagem como "o cara que é terrível no Apocalipse. Você pensaria que ele será o primeiro a morrer." Em 16 de agosto, Gwynyth Walsh e Christine Lee se juntaram ao elenco em papéis não revelados. Em 13 de outubro, foi relatado que o ator surdo e refugiado sírio, Mustafa Alabssi, havia sido escolhido como Ryan, um personagem surdo. Sal Velez Jr. também foi cotado para estrelar na série como William Velez. Também foi informado que Erika Hau participaria da série em um papel recorrente. Após o lançamento do primeiro trailer da série, foi relatado que Aidan Fink e Kash Hill também estrelariam a série.

### Filmagens
A produção da série começou oficialmente no dia 23 de julho de 2018 em Calgary, Alberta, no Canadá. As filmagens foram parcialmente rodadas na Queen Elizabeth High School, Stampede Park, McMahon Stadium e sob a Calgary Tower. A série continuou a ser produzida nas comunidades menores de Irricana, Beiseker e Cochrane antes de retornar a Calgary em meados de setembro. Em 26 de setembro, foi noticiado que King havia sido hospitalizada por três dias devido a ferimentos sofridos no set de filmagens, com King confirmando simultaneamente que a produção da série havia sido concluída. John Hyams dirigiu a maioria dos episódios da série, com Abram Cox também atuando como diretor da série.

### Conexão comZ Nation
A conexão entre Black Summer e sua série-mãe possui uma abordagem semelhante à da relação entre Fear the Walking Dead e The Walking Dead, pois não há planos para nenhum dos personagens de Z Nation aparecer na série prelúdio. DJ Qualls, um dos atores de Z Nation, disse durante um dos painéis da San Diego Comic-Con que a série do Syfy acontece "muito tempo" após os eventos de Black Summer, fazendo-o sentir que o elenco é "velho demais" para que um crossover fosse viável. Entretanto, as duas séries compartilham "a maior parte [dos seus] membros da equipe de redação, direção e produção", além da mesma produtora, The Asylum.
Jaimie King, a atriz principal do programa, disse que as duas séries "não têm nada a ver" uma com a outra.

## Lançamento
O primeiro trailer da série foi lançado na internet no dia 19 de março de 2019. A primeira temporada da série, composta por oito episódios, foi lançada via streaming pela Netflix em 11 de abril de 2019.

## Recepção
Segundo o site agregador de análises Rotten Tomatoes, a série detém uma classificação de aprovação de 76% baseada em 17 análises, com uma pontuação média de 6 de 10. O consenso crítico do site diz: "Black Summer tem carnificina de mortos-vivos e um ritmo vigoroso para agradar aos fãs de zumbis, mas a série sofre de pouca caracterização e não adiciona muita carne de narrativa ao osso roído do gênero." No espectro positivo, o escritor Stephen King fez elogios à Black Summer, afirmando: "Quando você acha que não há mais medo de zumbis, ISSO aparece. Um inferno existente nos subúrbios, despojado até os ossos." Elisabeth Vincentelli, escrevendo para o The New York Times, fez uma análise positiva da série dizendo: "Se Andrei Tarkovsky e John Carpenter se unissem para dirigir um programa de zumbis, isso poderia ter se parecido com essa série formalmente ousada da Netflix."

Em abril de 2019, Black Summer foi a série da Netflix mais assistida no Reino Unido.